# Taça Círculo de Periódicos Esportivos de 1967
A Taça Círculo de Periódicos Esportivos (Trofeo Prensa Deportiva) de 1967 foi a segunda edição do chamado "Troféu Triangular de Caracas". A competição foi um torneio triangular internacional que foi disputado na cidade de Caracas em 1967 e teve como campeão o Botafogo.

## Participantes
| Time      | Título                                          |
| Barcelona | Campeão da Taça das Cidades com Feiras de 1966  |
| Peñarol   | Campeão da Taça Libertadores da América de 1966 |
| Botafogo  | Campeão do Torneio Rio-São Paulo de 1966        |

## Jogos
O Torneio foi disputado em modo triangular (todos contra todos), sagrando-se o Botafogo campeão invicto, Barcelona vice-campeão e Peñarol terceiro e último colocado.

BARCELONA 1 x 0 PEÑAROL
Data: 26 / 01 / 1967
Local: Estádio Olímpico, Caracas
Árbitro: Ivan Barrios
Gol: Seminario, aos 34’ do 1° tempo
Barcelona: Sadurní, Benítez e Olivella; Eladio, Borrás e Muller; Rife, Endériz, Zaldúa, Fusté e Seminario (Pereda)
Peñarol: Taibo, Lezcano e Díaz; Méndez, Gonçalves e González; Abbadie (Bertochi), Cortés, Silva (Cabrera), Spencer e Joya
Obs: Muller e Spencer foram expulsos

PEÑAROL 0 x 0 BOTAFOGO
Data: 28 / 01 / 1967
Local: Estádio Olímpico (Caracas)
Árbitro: Angel Ortega
Peñarol: Taibo, Méndez, Lezcano, Díaz e González; Gonçalves e Cortez (Bertucci); Abbadie, Silva (Cabrera), Spencer e Joya (Barreto). Técnico: ?
Botafogo: Manga, Joel, Zé Carlos, Leônidas e Chiquinho Pastor; Afonsinho (Nei Conceição) e Gérson; Edinho (Sicupira), Roberto, Aírton Beleza (Rogério) e Paulo Cézar. Técnico: Admildo Chirol
Obs: Paulo Cézar teve um gol anulado aos 16’ do 1° tempo

BOTAFOGO 3 x 2 BARCELONA
Data: 31 / 01 / 1967
Local: Estádio Olímpico (Caracas)
Público: 25.000
Árbitro: Rodolfo Isaia
Gols: Aírton Beleza, aos 14’ (1° tempo); Gérson, aos 35’ e Paulo Cézar, aos 40’, Silva (2), aos 41’ e 44’ (este de pênalti)
Botafogo: Manga, Joel, Zé Carlos, Leônidas e Chiquinho Pastor; Afonsinho e Gérson; Edinho (Rogério), Roberto, Aírton Beleza (Sicupira) e Paulo Cézar. Técnico: Admildo Chirol
Barcelona: Reina, Benítez, Eladio, Müller e Olivella; Borrás e Fusté; Rife, Zaldúa (Pereda), Silva e Seminario (Zavalla). Técnico: Roque Olsen

## Classificação final
| Classificação Final | Classificação Final | Classificação Final | Classificação Final | Classificação Final | Classificação Final | Classificação Final | Classificação Final | Classificação Final | Classificação Final | Classificação Final |
| Times               | Times               | Pts                 | J                   | V                   | E                   | D                   | GP                  | GC                  | SG                  |                     |
| ------------------- | ------------------- | ------------------- | ------------------- | ------------------- | ------------------- | ------------------- | ------------------- | ------------------- | ------------------- | ------------------- |
| 1                   | Botafogo            | 3                   | 2                   | 1                   | 1                   | 0                   | 3                   | 2                   | +1                  |                     |
| 2                   | Barcelona           | 2                   | 2                   | 1                   | 0                   | 1                   | 3                   | 3                   | 0                   |                     |
| 3                   | Peñarol             | 1                   | 2                   | 0                   | 1                   | 1                   | 0                   | 1                   | -1                  |                     |

| Copa Círculo de Periódicos Deportivos de 1967 |
| --------------------------------------------- |
| Botafogo Campeão                              |